# Donyecki Népköztársaság

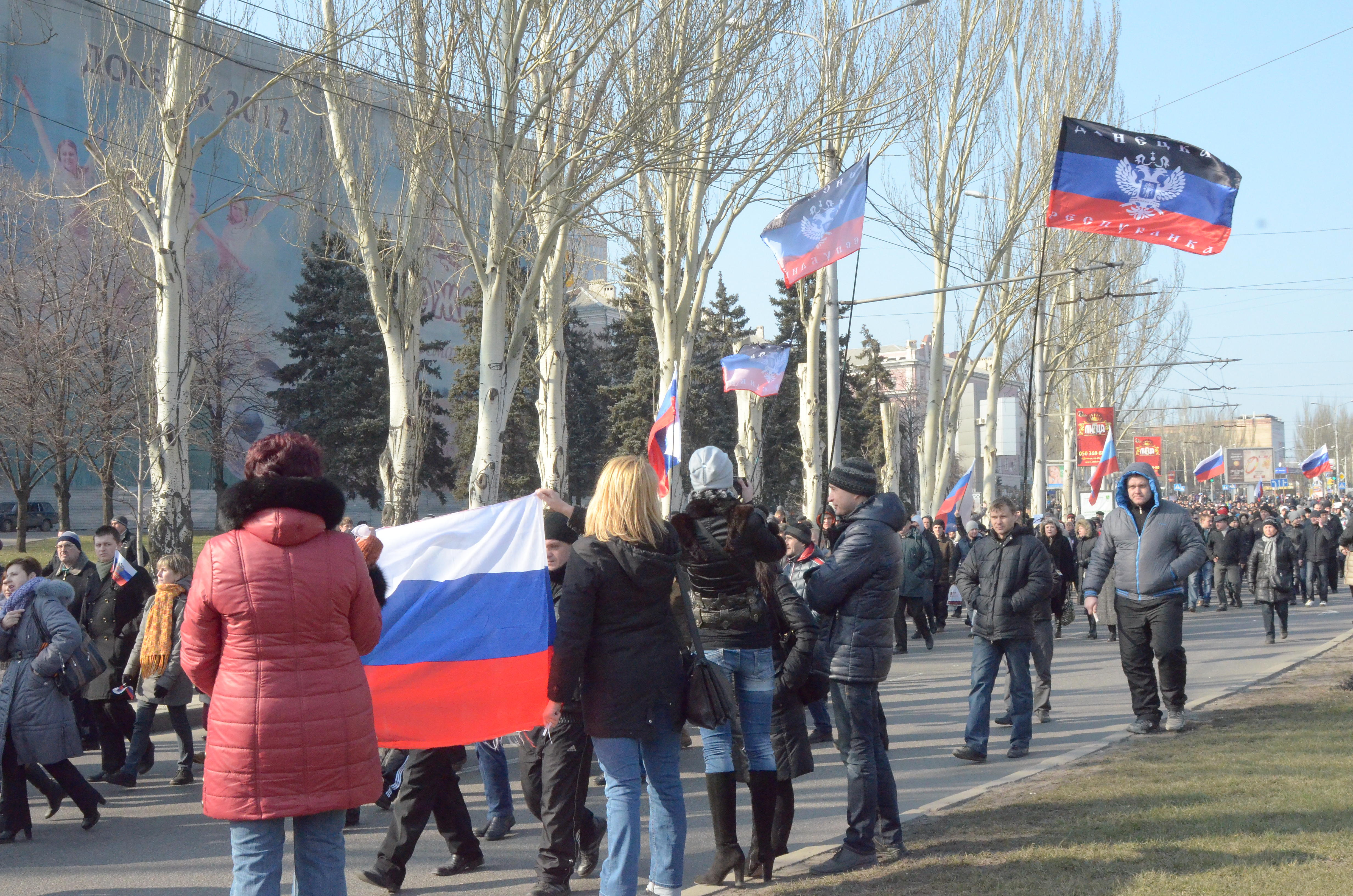
Doneck, 2014. március 9.

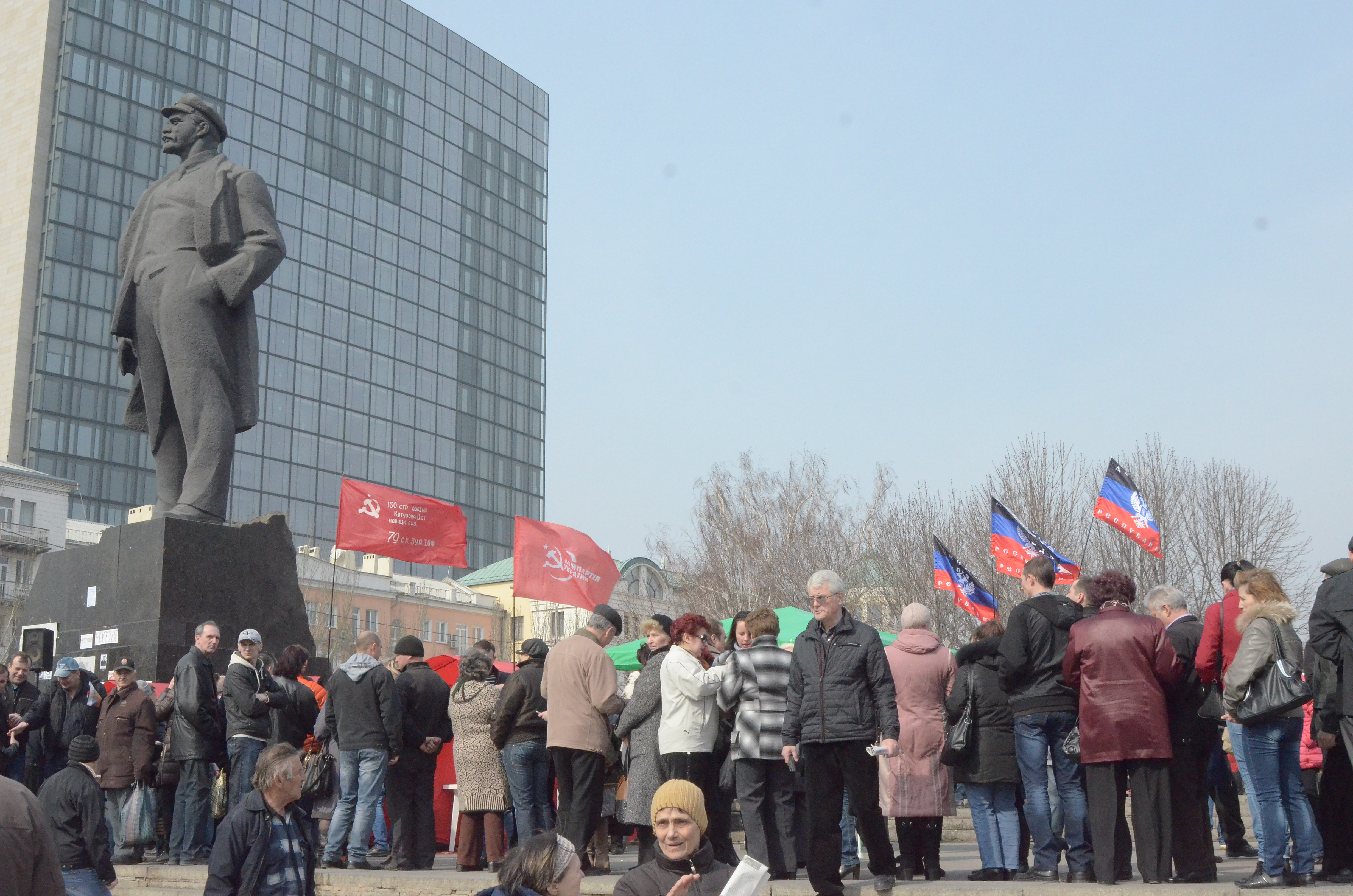
Oroszok tüntetnek a donyecki tanácsköztársaság lobogói alatt 2014. március 15-én a Lenin-szobor mellett.

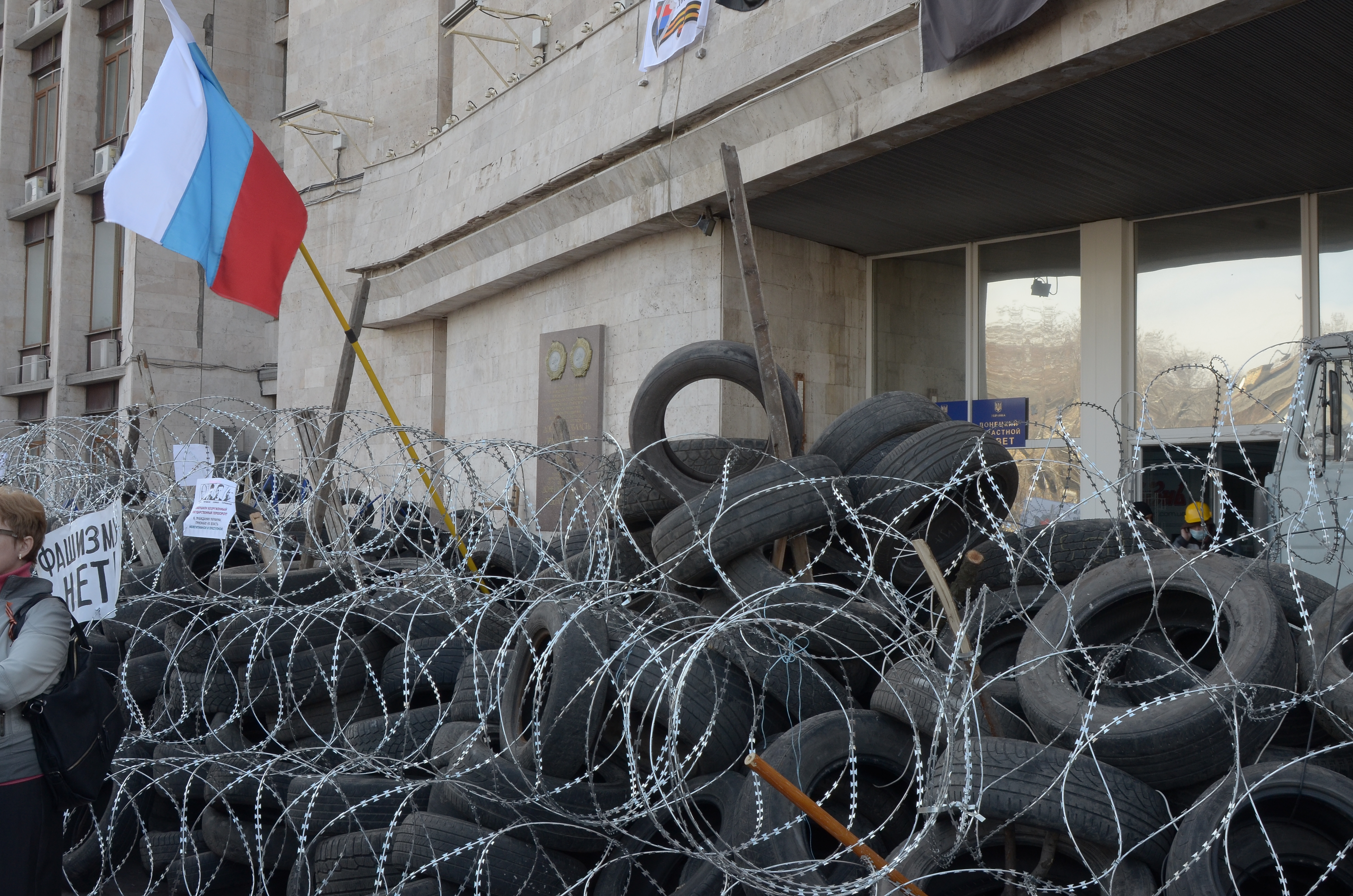
Tüntetők által emelt barikád gumiabroncsokból és szögesdrótból 2014. április 7-én

A harmadik szeparatista formáció, a Harkovi Népköztársaság zászlaja. Mindhárom kikiáltott szeparatista köztársaság címerének közös vonása az orosz birodalmi sas, csak a belső címerek mutatnak megkülönböztető eltérést.

A Donyecki Népköztársaság (oroszul: Донецкая Народная Республика, Donyeckaja Narodnaja Reszpublika, rövidítve ДНР vagy DNR) egy vitatott státuszú entitás Kelet-Európában, amely 2014. április 7-én szakadt el Ukrajnától.  A kelet-ukrajnai háború során orosz támogatással harcoló szeparatisták által kikiáltott ország függetlenségét az ENSZ tagországai közül egyedül Oroszország, Szíria, és Észak-Korea ismeri el. Az államalakulat az ukrajnai Donecki terület egészére sajátjaként tekint, de annak csak keleti részét tartja ellenőrzése alatt. Fővárosa Doneck. A szakadár terület vezetője 2018 óta Gyenyisz Vlagyimirovics Pusilin. 2022. szeptember 30-án Oroszország annektálta a területet, mint föderációs alany (köztársaság), de Ukrajna és a nemzetközi közösség legnagyobb része a szomszédos Luganszki Népköztársasággal és a Krími Köztársasággal együtt Ukrajna Oroszország által ideiglenesen megszállt területének tekinti.

## Története

### Előtörténet
Az új államot meghirdető erők zászló gyanánt átvették az 1918-ban, Doneck és Krivij Rih területén fennállt, ún. Donyeck-Krivoj Rog Tanácsköztársaság trikolórját, benne saját címerrel. A donyecki tanácsköztársaság egyúttal a Szovjet-Oroszország szövetségese is volt. A zászlót nem sokkal azelőtt már kifüggesztették a donecki megyei tanács erkélyére, hogy a népköztársaságot kihirdették volna.
1938-ban megszervezték az önálló közigazgatási régiót, a Donecki területet, amely 1991-től a független ukrán állam része. A terület hasonlóan más keleti régiókhoz orosz többségű, illetve az itt élő ukránok is döntően Moszkvával szimpatizálnak. A narancsos forradalmat követően 2005-ben már létrejött egy szeparatista, oroszbarát szervezet a területen, a Donyecki Köztársaság, mely sürgetni kezdte az elszakadást Ukrajnától. Tevékenységük nyolc évvel később erősödött fel.

### Előzmények
2013 végén Ukrajna nyugati részén és a fővárosban Viktor Janukovics egyre erősödő ellenzéke hatalmas megmozdulásokat robbantott ki és számos halálos áldozatot követelő összecsapás után meghátrálásra kényszerítette az elnököt és a kormány több tagját, akik Oroszországba menekültek. A felkeléshez hasonlatos eseményeket az ukrán gazdaság évek óta tartó lassú hanyatlása, a korrupció és az állami vezetők becstelensége idézte elő, végül a szunnyadó tüzet az lobbantotta lángra, amikor Janukovics elutasította az Európai Unióval való társulást. De sem Oroszország, sem pedig az ukrajnai orosz kisebbség nem tekintette törvényesnek a kormányváltást és utóbbiak rögvest Janukovics hatalmának megdöntése után elszakadással fenyegetőztek. Oroszország pedig az orosz kisebbség védelmének címén csapatokat sorakoztatott fel és néhány héten belül viharos gyorsasággal megszállták a stratégiai fontosságú Krím-félszigetet. Az autonóm köztársaság orosz vezetői orosz fegyverek védelmében kikiáltották függetlenségüket, majd miután ezt egy népszavazással megerősítették, bejelentették az egyesülést Oroszországgal is.
A keleti régiókban a zavargások folytatódtak és Donyeckban is nem egy esetben foglaltak el közigazgatási intézményeket helyi oroszok, illetve oroszbarát tüntetők.
A Krím és Ukrajna kapcsán súlyos és fenyegető helyzet alakult ki Oroszország, a NATO, az Egyesült Államok és az EU között. Bár Oroszország kijelentette, hogy nem akar további ukrán területeket elcsatolni, Oroszország szavahihetőségét a nyugati államok kétségbe vonják. A kelet-ukrajnai orosz kisebbség és Kijev között a feszült viszony továbbra is fennmaradt. A helyi oroszok, illetve az orosz-párti ukránok itt is követelik, hogy a Krímhez hasonlóan őket is csatolják Oroszországhoz.

### A köztársaság megalakulása
Április 6-án újabb tüntetés keretében sor került a donecki megyei tanács épületének elfoglalására és a tüntetők vezetői önhatalmúlag megfosztották a megyei tanács képviselőit mandátumuktól, mert kérésükre nem voltak hajlandóak a tanácsot összehívni. Április 7-én, a reggeli órákban, alig néhány héttel a Krím teljes elvesztése után az indulatok ismét lángra kaptak Doneckben és környékén. A tüntetők megtámadták az ukrán biztonsági szolgálat helyi épületét, ezzel egy időben Luhanszkban lőfegyverekhez is jutottak egyes híradások szerint a tüntetők, bizonyos csoportjaik már meg is szervezték magukat, miközben szeparatista rigmusokat skandáltak. Harkivban a rendfenntartók nem ellenálltak a tüntetőknek, hanem egyezséget kötve velük kivonultak a megyei adminisztráció épületéből. A Donecki terület újdonsült tanácsa ülést tartott Doneckben és a tanács épülete előtt is oroszbarát nagygyűlésre került sor. A vezetők a rendkívüli ülésen létrehozták az ún. „népi tanácsot”, mely határozott a függetlenség deklarációjáról és egy a krímihez hasonló népszavazás kiírásáráról. A cél az Oroszországgal való egyesülés. A köztársaság kihirdetését hatalmas ovációval fogadta a hivatali épület előtt összesereglett tömeg.
Ugyanezen a napon kikiáltották a Harkovi Népköztársaságot is, amely egy nappal később elbukott.
Az új állam vezetői között egyformán helyet foglaltak azok, akik kiállnak Ukrajna föderalizálása, illetve a keleti régió Oroszországhoz történő csatolása mellett. A deklaráció napján megtartotta az állam vezetése első ülését, ahol kérelmet fogalmaztak meg Vlagyimir Putyin felé: kijelentették, hogy akár harcolni is készek Ukrajna ellen a maguk védelmében, de a saját erejük ehhez kevés. Ezért Oroszországtól békefenntartó kontingens bevezénylését kérték a Donyecki Népköztársaság területére.
Julija Timosenko volt ukrán kormányfő rendkívül veszélyesnek értékelte a helyzetet Ukrajnára nézve, s a krími események megismétlődésétől tartott. Arszenyij Jacenyuk miniszterelnök szerint a tüntetők és a donecki vezetők így próbálták kiprovokálni az orosz csapatok bevonulását Kelet-Ukrajnába.
Április 8-án már előzetes szavazás kezdődött Doneckban, de ez egyelőre az előző nap tett függetlenségi nyilatkozatot akarja megerősíteni. A referendumra, az Oroszországgal történő egyesülést illetően május 11-én kerül sor. Kijevben eközben már az orosz beavatkozás veszélyétől tartanak, az akció mögött pedig az orosz titkosszolgálatot sejtik. A donyecki köztársaság vezetői ugyanakkor felszólították Kijevet, hogy a májusi népszavazás ne akadályozzák, ellenkező esetben orosz segítséget kérnek. Luhanszkban eközben az ukrán speciális erőknek sikerült lefegyverezni az ottani milíciát, akit azzal vádolnak, hogy április 10-re felkelést készítettek elő. Ennek ellenére a feszültség nem csökken és a csoportok tovább szervezkednek, sőt már kimondták a harkovi és luganszki népköztársaságok függetlenségét, de egyikük sem olyan szervezett, mint a donyecki.
A kijevi kormány egyelőre tárgyal mind a három városban a szakadárokkal, mindamellett április 9-én Arszen Avakov ukrán belügyminiszter bejelentette, hogy terroristaellenes műveletek keretében 48 órán belül helyreállítják a rendet Doneck, Harkiv és Luhanszk területén.

## Erőszakos cselekmények Doneck területén

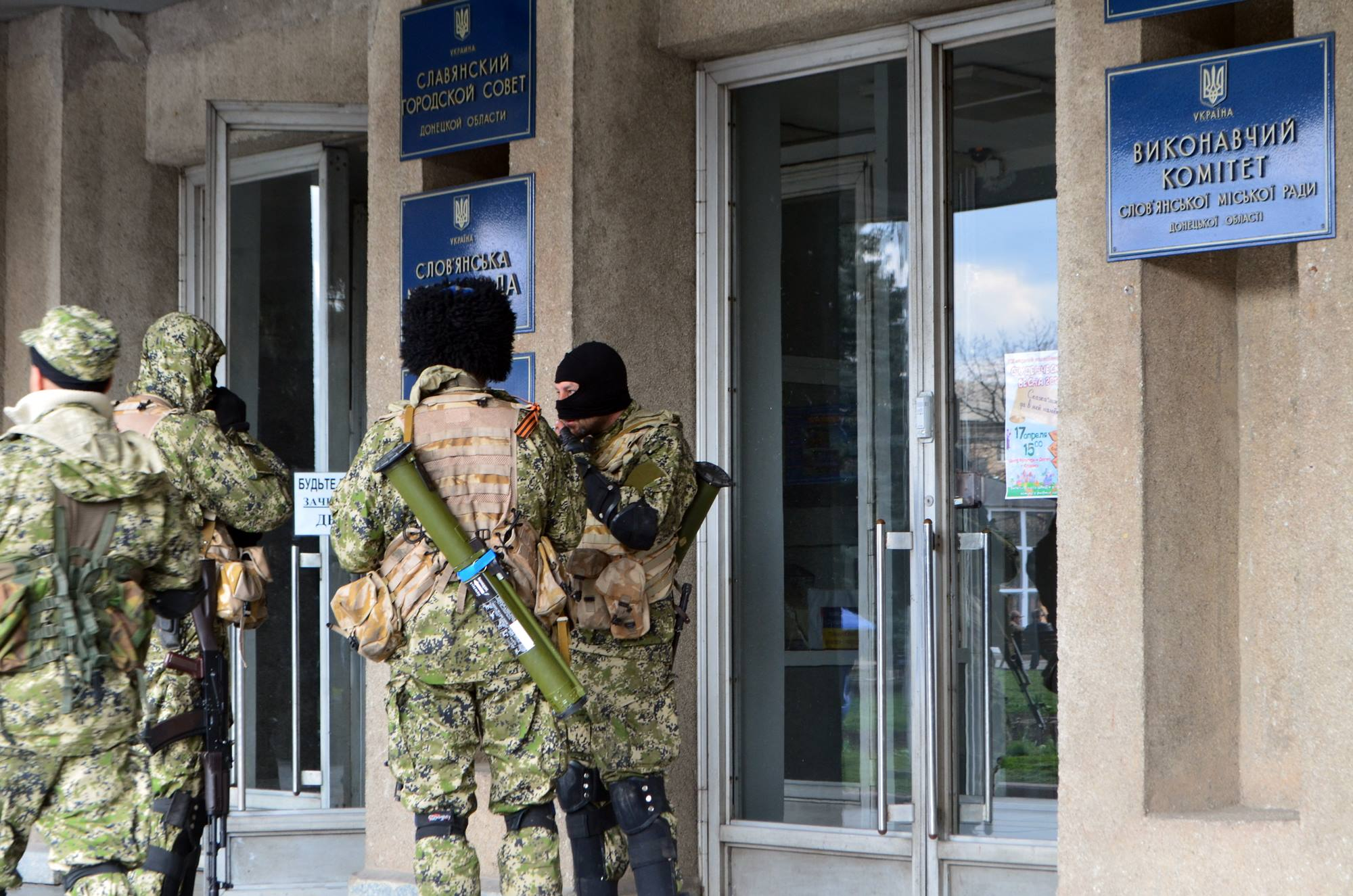
Maszkos, fegyveres szakadárok tartják megszállva a helyi közigazgatás épületét Szlovjanszk városában 2014. április 14-én

Jacenyuk tárgyalási készségének adva jelét az elszakadni akaró területeknek nagyobb önrendelkezési jogot ígért, ha a szakadárok leteszik a fegyvert. Eddig azonban semmilyen megállapodás nem született a szemben álló felek között. Április 12-én este a Doneck melletti Kramatorszkban egy tüntetés során lövöldözés tört ki. Az ukrán belügyminisztérium szerint az ottani közigazgatás épületét fegyveresek próbálták megszállni, ők voltak a tűzharc kezdeményezői is. Egy másik lövöldözésre Szlavjanszk városában került sor, ahol már többen meghaltak, illetve megsebesültek.
A harcok közben tovább terjednek más településekre is, ahol többek között rendőrőrsöket támadnak meg, így próbálván fegyverekhez jutni. A rendfenntartó erők egyes részei a helyi híradások szerint a felkelők oldalára állt. Kramatorszk városában április 13-án felhúzták a donyecki népköztársaság zászlaját és Krasznij Limanban is elfoglalták a rendőrség épületét. Többen arról beszélnek, hogy a fegyveres egy része nem helybeli, hanem oroszországi kötődésű. Az ukrán hadsereg vezetése is közzétett egy nyilatkozatot, amely szerint orosz invázió kezdődött Kelet-Ukrajnában.

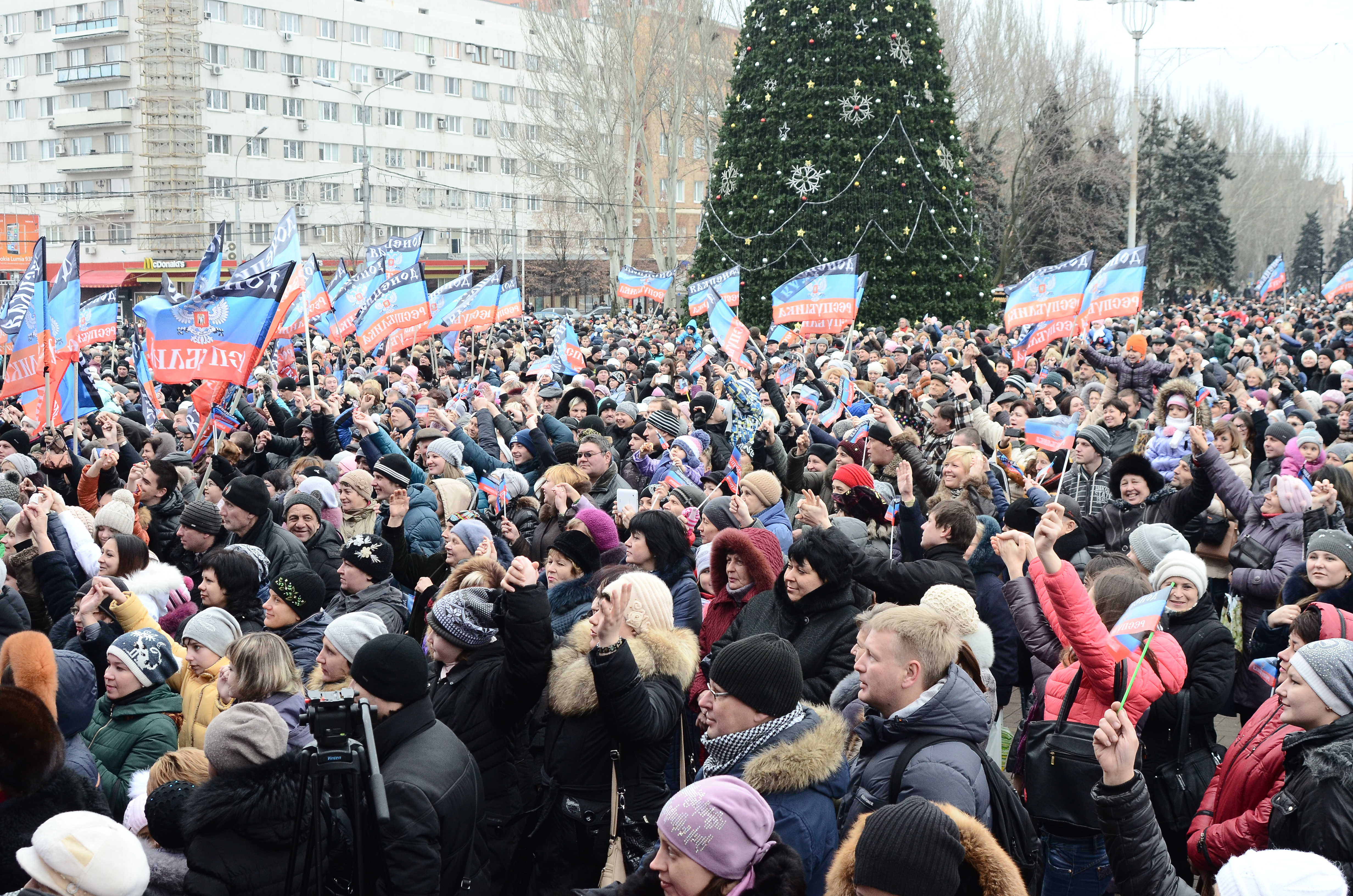
Doneck, 2014. december 12.

Április 15-én az ukrán biztonsági erők és a hadsereg megkezdte a hadműveleteket a rend helyreállítására Kelet-Ukrajnában. A szakadárok által megszállva tartott nagyobb települések közelében csapatszállító járműveket vezényeltek. Kramatorszk és Szlovjanszk között fekvő repteret is ukrán katonák közelítették meg, először tárgyalni próbáltak a szeparatistákkal, azt követően tűzharc robbant ki. Mivel a kijevi kormány a donyecki szeparatistákat terroristának tekinti, ezért a hadműveletet terrorellenes akciónak nevezi, amelynek feladata Ukrajnát megvédeni a destabilizációtól és az anarchiától. Turcsinov kijelentette, hogy nem akar polgárháborút, ennek ellenére az ukrán közvélemény is egyre elégedetlenebb, mert sokak szerint az ideiglenes kormány nem tett eleget a szeparatizmus elterjedése ellen. Igen borúsnak látják a helyzetet a külföldi elemzők is: a polgárháborúba átcsapó ukrán válság súlyos következményekkel járhat akár Európára nézve is.
A híradások szerint már nem is közönséges zavargásról, hanem fegyveres felkelésről van szó. Egyes katonai egységeket fegyvertelen civilek győztek meg az átpártolásról, máshol a szakadárok erőszakkal akarták a katonákat erre bírni, ott fegyveres összecsapás alakult ki. Az ukrán belügyminisztérium az átpártolások és a fraternizációk miatt számos katonai egységet inkább visszarendelt.
Mialatt az összetűzések zajlanak Donyeckban és más területeken, Oroszországban Putyin elnök megtartotta Egyenes Vonal c. rendes évi műsorát, ahol a betelefonálók kérdezhették az elnököt. A legfőbb téma a Krím és Ukrajna volt. Putyin ebben a műsorban elismerte, hogy a Krím megszállását valóban az orosz hadsereg végezte. Erre szükség volt, mert a kijevi hatalomfosztás nem volt legitim, a kelet-ukrajnai felkelés leverésére indított akció pedig bűncselekmény. Elmondta továbbá, amennyiben a szükség úgy hozná, katonaságot vezényeltet Donyeckba is.

## Nemzetközi reakciók
Az orosz külügyminisztérium április 7-én kiadott közleményében az ukrán kormányt teszi felelőssé a kialakult helyzetért, mivel szerinte az megállás nélkül vádaskodik, kizárólag Moszkvát tekinti a kialakult krízis okozójának. Ugyanakkor hangsúlyozta, melyet már korábban is elmondott, hogy alkotmányos reformok keretében több önállóságot kellene adni a területeknek Ukrajnában. Kijelentette továbbá, hogy Oroszország figyelemmel kíséri az eseményeket Donyeckban.
John Kerry amerikai külügyminiszter úgy értékelte a köztársaság kikiáltását, hogy nem egy spontán akcióról van szó és követeli, hogy Oroszország nyíltan határolódjon el minden szeparatista, szabotőr és provokatív akciótól, ami Kelet-Ukrajnában történik.
A véres összetűzések mellett Genfben április 17-én megállapodást kötött az Egyesült Államok, Ukrajna, Oroszország és az Európai Unió a válság rendezésére, igaz mindez még nem garancia a megoldásra. A megállapodás szerint a fegyvereket el kell venni a szeparatistáktól, rá kell bírni őket a megszállt épületek kiürítésére, a köztörvényes bűncselekménnyel nem gyanúsítható demonstrálók amnesztiát kell, hogy kapjanak, ugyanakkor minden illegálisan létrejött, vagy szélsőséges katonai, félkatonai csoportosulást fel kell oszlatni Ukrajnában, ami a biztonságot fenyegeti.
A térségbe nemzetközi megfigyelőket küldenének, amennyiben sor kerül a fegyverletételre, bár Szergej Lavrov hozzátette, hogy az ukránoknak maguknak kell megoldaniuk a kirobbant válságot és hosszabb távra szóló alkotmányos reformra van szükség. A genfi tárgyalással majdnem egy időben egy negyedik, magát köztársaságnak, államnak definiáló formáció jött létre ezúttal Dél-Ukrajnában, az Odesszai Népköztársaság, amely már szintén védelemre szervezkedik, hogy meggátolják a szélsőséges Jobb szektor támadását.

## Az állam gazdasági élete
A szakadárok saját központi bankot hoztak létre Donyeckban Donyecki Köztársasági Bank néven. A háborúskodás miatt a legális gazdaság leállt, megerősödött a feketegazdaság, a csempészet és a hamisítás.
Az államot már 2014 végén súlyos gazdasági recesszió sújtotta, bezártak a bankok és nem voltak képesek bérek, segélyek, valamint nyugdíjak kifizetésére. Ekkor Oroszország havi 37 millió dollárnyi pénzügyi segélyt kezdett folyósítani, hogy a nyugdíjakat fizetni tudják. Továbbá 2016. februárjáig 48 konvojnyi, mintegy 58 ezer tonna mennyiségű humanitárius segélyt kapott Donyeck Oroszországtól.

## Telekommunikáció
| Hívójel prefix | D1 |
| ITU zóna       | 29 |
| CQ zóna        | 16 |

A D1 hívójelprefixet jelenleg (2024) a Donyecki Népköztársaság nem hívatalos jelleggel használja. A legtöbb táblázat szerint a D1 fenntartott prefix. A D1 prefix jelenleg (2024) nincs felosztva kisebb egységekre, körzetekre. 